# Haworthia pygmaea var. argenteomaculosa
Haworthia pygmaea var. argenteomaculosa, de vegades escrit Haworthia pygmaea var. argenteo-maculosa, és una varietat de Haworthia pygmaea del gènere Haworthia de la subfamília de les asfodelòidies.

## Descripció
Haworthia pygmaea var. argenteomaculosa se separa de la varietat típica per les puntes blanques més visibles de les fulles i per una relativa suavitat.

## Distribució i hàbitat
Aquesta varietat creix a la província sud-africana del Cap Occidental, concretament, prové de dues localitats conegudes entre Albertinia i Mossel Bay. Té un vincle molt fort amb H. esterhuizenii (H. magnifica var. Splendens sensu MBB) E. Albertinia, que té tubercles superficials més visibles.
Creix entre herbes o entre roques molt ben amagades i protegides i creix de forma solitària i la propagació s'ha de fer per llavors.

## Taxonomia
Haworthia pygmaea var. argenteomaculosa va ser descrita per (G.G.Sm.) M.B.Bayer i publicat a Aloe 34: 6, a l'any 1997.
Etimologia
Haworthia: nom en honor del botànic britànic Adrian Hardy Haworth (1767-1833).
pygmaea: epítet llatí que vol dir "nana, petita".
var. argenteomaculosa: epítet llatí que significa "tacat d'argent".
Sinonímia
- Haworthia dekenahii var. argenteomaculosa G.G.Sm., J. S. African Bot. 11: 74 (1945). (Basiònim/Sinònim substituït)
- Haworthia retusa f. argenteomaculosa (G.G.Sm.) M.B.Bayer, Haworthia Handb.: 98 (1976).
- Haworthia silviae M.Hayashi, Haworthia Study 3: 13 (2000).[5]